# Sveta Helena (otok)
Sveta Helena je oddaljen vulkanski otok v južnem Atlantskem oceanu, ki spada pod Združeno kraljestvo. Otok se nahaja 1.950 km od zahodne afriške obale in 4.000 km od brazilskega mesta Rio de Janeiro na vzhodni obali Južne Amerike. Spada pod Britansko prekomorsko ozemlja Sveta Helena, Ascension in Tristan da Cunha. Otok meri 16 krat 8 kilometrov na njem pa živi 4.534 prebivalcev (podatek iz leta 2016). Ime je dobil po Sveti Heleni iz Carigrada.
Je eden najbolj izoliranih otokov na svetu. Nenaseljenega so odkrili portugalski pomorščaki leta 1502. Dolga stoletja je bil pomembno postajališče za pomorščake, ki so potovali proti Južni Afriki in Aziji. Širši javnosti je postal znan po tem ko so nanj zaprli Napoleona ter zulujskega kralja Dinuzulu kaCetshwayo, ki se je uprl britanski nadvladi. Med drugo bursko vojno je bilo na otoku zaporniško taborišče v katerem je bil zaprt tudi burski general Piet Cronjé. Sveta Helena je drugo britansko najstarejše prekomorsko ozemlje takoj za Bermudi.

## Zgodovina

### Zgodovina otoka od 1502 do 1658
Po zgodovinskih zapisih naj bi otok, 21. maja 1502, prvi opazil galicijski navigator João da Nova, ki je plul za portugalsko krono, otoku pa so dali ime Sveta Helena po Heleni iz Konstantinopla. V članku objavljenem leta 2015 je navedeno, da naj bi bil 21. maj verjetno protestantski ne pa katoliški ali pravoslavni praznik. Datum odkritja je namreč prvi navedel Jan Huyghen van Linschote leta 1596, pri tem naj bi se zmotil, saj naj bi otok odkrili nekaj desetletij pred reformacijo in začetkom protestantizma. Alternativni datum odkritja 3. maj je verjetno bolj verodostojen saj je to praznik najdbe križa Svete Helene v Jeruzalemu in ga navajata Odoardo Lopes in sir Thomas Herbert.
Druga teorija o odkritju otoka pravi, da naj bi Nova dejansko odkril otok Tristan da Cunha, 2430 km južneje ter, da naj bi Sveto Heleno odkrila ena izmed ladij v ekspediciji Estêvão de Gama 30. julija 1503 (o tem naj bi poročal uradnik Thomé Lopes). Thomé Lopes je zarisal otok na zemljevid s precejšno točnostjo glede na smer in lokacijo Zelenortskih otokov, São Tome, Ascension in Rta dobrega upanja.
Ko je 12. maja 1589 na otok prišel Linchoten, je ta poročal o rezbarijah na figovih drevesih, ki naj bi nastale pred letom 1510. Drevesa naj bi posadili Portugalci, verjetno so posadili sadike in ne odraslih dreves. Za rezbarije so morale biti te dovolj velike že pred letom 1510, ko so jih odposlali in posadili na otoku, to se je verjetno zgodilo že nekaj let po odkritju otoka.
Po tretji teoriji o odkritju otoka naj bi tega odkril portugalski plemič in bojevnik Dom Garcia de Noronha. Ta naj bi ga opazil na svoji poti proti Indiji pozno leta 1511 ali pa v začetku leta 1512. Pomorščak je vrisal otok v pomorske karte zato se sklepa, da so od takrat naprej začeli otok redno uporabljati kot vmesno oskrbovalno postojanko med Evropo in Indijo.
Portugalci so otok našli nenaseljen, brez dreves in sveže vode. Na otok so naselili živino, zelenjavo in sadno drevje, zgradili so tudi kapelo in nekaj hiš. Zgodba po kateri naj bi João da Nova na otoku zgradil kapelo z ostanki ene od nasedlih ladij se je izkazala za napačno oz. narobe razumljeno. Na otoku ni bilo stalne naselbine je pa bil pa ta pomembno postajališče za ladje in vir hrane za ladje na poti med Evropa in Azijo preko Rta dobrega upanja. Na otoku so dostikrat pustili bolne mornarje, da so okrevali nato pa so se ti vkrcali na naslednjo ladjo, ki je priplula mimo.
Na otoku se je verjetno ustavil tudi Sir Francis Drake med svojo potjo potjo okoli sveta (1577–1580). Za tem so otok obiskali tudi drugi angleški pomorščaki s tem pa je otok postal tudi vedno bolj znan med pomorščaki. Angleške vojne ladje so otok izkoriščale za plenjenje portugalskih ladij, ki so se vračale iz Indije.
Z razvojem trgovine z daljnim vzhodom so otok začeli vedno bolj pogosto uporabljati Nizozemci. Med tem pa so Portugalci in Španci otok opustili saj so začeli uporabljati pristanišča na zahodni afriški obali, ki so bila dosti bolj varna saj se je začelo vedno pogosteje dogajalo da so angleški in nizozemski mornarji napadali njihove ladje, uničili živino, plantaže in objekte na otoku.
Leta 1633 si je Sveto Heleno priključila Republika Nizozemska, vendar je nikoli ni naselila, kolonizirala ali vojaško utrdila. Do leta 1651 so Nizozemci otok opustili saj so začeli uporabljati pristanišče na Rtu dobrega upanja.

### Britanska vzhodnoindijska družba (1658–1815)
Leta 1657 je Oliver Cromwell Britanski vzhodnoindijski družbi podelil listino za upravljanje s Sveto Heleno. Naslednje leto se je podjetje odločilo, da otok utrdi in kolonizira z rastlinami. Dolgo časa je veljalo, da je bila velika večina prvih naseljencev otoka prebivalcev Londona potem ko so ti ostali brez vsega po velikem londonskem požaru leta 1666. Ta zgodba se je izkazala za mit. Prvi guverner kapitan John Dutton je prišel na otok leta 1659 s čimer je Sveta Helena postala ena prvih angleških kolonij izven Severne Amerike in Karibov. Zgrajena je bila utrdba in hiše. Po povratku britanske monarhije, leta 1660, je Vzhodno indijska družba dobila kraljevo listino s katero je dobila pravico utrditi in kolonizirati otok. Utrdbo na otoku so preimenovali v James Fort mesto pa v Jamestown v čast vojvode Yorškega, ki je kasneje postal angleški kralj James II.
Med januarjem in majem 1673 je Nizozemska vzhodnoindijska družba začasno zasedla otok, po prihodu angleških okrepitev pa je otok ponovno prišel pod nadzor Britanske vzhodnoindijske družbe. Podjetje je imelo zelo veliko težav pri privabljanju novih priseljencev med prebivalci otoka pa je pogosto prihajalo, do nemirov in uporov. Zaradi ekoloških težav kot so krčenje gozdov, erozije tal, škodljivcev in suše je leta 1715 guverner Isaac Pyke napovedal, da bo prebivalstvo otoka preselil na Mavricij. To se ni zgodilo, družba pa je še naprej zaradi strateške lege otoka subvencionirala skupnost. Popis leta 1723 je zabeležil 1110 ljudi, od tega je bilo 610 sužnjev.
V 18. stoletju so težave na otoku poizkušali rešiti s sejanjem dreves, izboljšanjem infrastrukture, odpravljanjem korupcije, izgradnjo bolnišnic, izboljšanjem pridelka in živine, nadzorom nad uživanjem alkohola in uvedbo zakonskih reform. Od leta 1770 je otok užival dolgoletno blaginjo. Leta 1775 je otok obiskal kapitan James Cook na poti okoli sveta. Cerkev Svetega Jamesa v Jamestownu je bila zgrajena leta 1774, Plantation Houste, ki je uradno bivališče guvernerja pa je bila zgrajena v letih 1791–1792.
Otok je leta 1676 obiskal Edmond Halley (astronom, matematik, fizik, ...) in tam postavil 7,3 m dolg teleskop za opazovanje zvezd na južni polobli. Teleskop je bil postavljen pri cerkvi sv. Matije na 680 m visokem hribu v okrožju Longwood. Hrib so kasneje poimenovali po njem Mount Halley.
V tem obdobju je bila Sveta Helena pomembno pristanišče Britanske vzhodnoindijske družbe. Ladje so se na otoku vstavljale na povratni poti iz Indije in Kitajske. Na otoku so lahko napolnile zaloge vode in hrane v vojnem času pa so oblikovale konvoje ladij ki so pluli proti Veliki Britaniji pod zaščito kraljeve mornarice. Maja 1771 se je na otoku ustavila ladja HMS Endeavour pod poveljstvom kapitana Jamesa Cooka, ko se je vračala v Evropo po odkritju Avstralije in Nove Zelandije.
Potem ko je uvoz sežnjev leta 1792 postal nezakonit, je guverner Rober Patton (1802–1807) družbi priporočal uvoz kitajske delovne sile za delo na poljih. Prvi kuliji so na otok prišli leta 1810, osem let kasneje pa je njihovo število naraslo na 600. Mnogi so si na otoku ustvarili novo življenje in se integrirali v otoško družbo. V popisu leta 1814 so na otoku zabeležili 3507 prebivalcev.

### Napoleonovo izgnanstvo (1815–1821)
Leta 1815 je britanska vlada zaradi težke dostopnosti izbrala Sveto Heleno za Napoleonov zapor. Napoleon je na otok prišel oktobra 1815. Začasno se je naselil v paviljonu Briars, ki je stal na posestvu družine Balcombi, dokler se ni decembra preselil v hišo Longwood, ki so jo zgradili posebej zanj. Zaradi slabih razmer se je njegovo zdravstveno stanje začelo slabšati, dokler ni 5. maja 1821 umrl.
V strahu, da bi poizkušali Napoleona rešiti, so Angleži zasedli bližnji nenaseljen otok Ascension ter nanj namestili garnizijo.:87

### Britanska vzhodnoindijska družba (1821–1834)
Po Napoleonovi smrti se je z otoka odselilo več tisoč začasnih obiskovalcev, Vzhodno indijska družba pa je ponovno prevzela popoln nadzor na otokom. Med leti 1815 in 1830 je imela vlada otoka v lasti manjšo jadrnico imenovano St. Helena s katero je na redni linji Sveta Helena - Rt dobrega upanja prevažala potnike in zaloge. 
Napoleon je v času svojega bivanja na otoku zelo hvalil otoško kavo. Za krajše obdobje je ta postala zelo popularna v Parizu.
Uvoz sužnjev na otok je bil prepovedan leta 1792, suženjstvo kakih 800 otoških sužnjev pa se je končalo šele leta 1827, kar je bilo kar šest let preden je britanski parlament sprejel zakon s katerim je bilo prepovedano suženjstvo v kolonijah.
Med letoma 1791 in 1833 je otok postal del eksperimenta v katerem so z pogozdovanjem želeli ohraniti otoške gozdove ter povečati količino padavin. Eksperiment je predstavljal zametke okoljevarstva.

### Kronska kolonija (1834–1981)
Leta 1833 je nadzor nad otokom od Vzhodno indijske družbe prevzela Velika Britanija, s tem pa je otok postal kronska kolonija. Zaradi varčevanja se je populacija otoka močno zmanjšala. Tisti, ki so lahko zapustili otok so priložnosti za zaslužek in boljše življenje iskali drugje. V drugi polovici 19. stoletja so se začeli pojavljati parniki, ki niso bili odvisni od vetra, zaradi česar se je število ladijskih obiskov otoka močno zmanjšalo. Ladijski promet se je še dodatno zmanjšal po odprtju Sueškega prekopa, saj so se ladijske poti premaknile v Rdeče morje. Število ladij se je iz 1000 leta 1855 zmanjšalo na 288 leta 1889. 
Leta 1840 je britanska mornarica na otoku vzpostavila pomorsko bazo za boj proti trgovini s sužnji. Med leti 1840 in 1849 je bilo na otoku izkrcanih preko 15.000 osvobojenih sužnjev.
Leta 1858 je Napoleon III. v imenu francoske vlade kupil hišo Longwood in pripadajoče zemljišče, v kateri je zadnja leta svojega življenja živel Napoleon Bonaparte. Hiša in pripadajoče zemljišče sta še danes last Francije z njim upravlja predstavnik Francije, ki ga imenuje ministrstvo za zunanje zadeve.
Enajstega aprila 1898 je na otoku pristal Američan Joshuan Slocum na svoji solo poti okoli sveta. Po nekaj dnevnem počitku med kateri je predaval o svojem potovanju in ogledu hiše, v kateri je živel Napoleon, se je 20. aprila 1898 ponovno odpravil na pot.
Med leti 1900 in 1901 je bilo na otoku vzpostavljeno taborišče, v katerem je bilo zaprtih preko 6000 Burov. Med njimi je bil tudi burski general Piet Cronjé in njegova žena, ki so ju zajeli po bitki pri Paardebergu. Skupaj s taboriščniki je leta 1901 na otoku živelo 9850 ljudi. 
Gospodarstvo otoka je temeljilo na predelavi novozelandskega lana, proizvodnjo katerega so ponovno vzpostavili leta 1907 in je tekom prve svetovne vojne predstavljal dokaj velik prihodek otoka. Leta 1922 so Sveti Heleni priključilo otok Ascension, leta 1938 pa še Tristan da Cunha. Med drugo svetovno vojno so ZDA na otoku Ascension zgradile letališče Wideawake, medtem ko na Sveti Heleni ni bilo nobene večje vojaške enote, razen manjše posadke za obrambo otoka.
Zaradi izvoza lana je gospodarstvo raslo, dokler ni leta 1951 doseglo vrhunec. Proizvodna je nato začela počasi upadati zaradi vedno širše uporabe sintetičnih vlaken. Zadnji udarec industriji je bila odločitev britanske pošte, da bo za poštne vreče začela uporabljati sintetična vlakna, zadnji mlini za predelavo lana so se zaprli leta 1965.
Zaradi vedno bolj dostopnega letalskega prometa se je zmanjšalo število linijskih ladij. Union Castle je zato postopoma zmanjševala število ladij, dokler ni leta 1977 popolnoma ukinila ladijskih linij do otoka. Nadomestila jih je Curnow Shipping s sedežen v Avonmouthu z ladjo RMS St. Helena leta 1989.

### 1981 do danes
Britanski nacionalni zakon iz leta 1981 je Sveto Heleno in druge kronske kolonije preimenovala v Britanska odvisna ozemlja. Otočani so s tem izgubili pravico do bivanja v Veliki Britaniji. Naslednjih 20 let so prebivalci lahko našli delo le v slabo plačanih službah v vladnih uradih. Zunaj otoka so lahko našli delo le na Falklandskih otokih in otoku Ascension. Leta 1988 je bil ustanovljen urad za razvoj in gospodarsko načrtovanje z namenom, da bi izboljšal standard prebivalcev otoka.
Leta 1989 je princ Andrew splovil novo ladjo RMS St. Helena. Ladja je namenska za prevoz ljudi in tovora med otokom Sveto Heleno in Cape Townom.
Ustava otoka, ki je začela veljati leta 1989 zagotavlja, da otok upravlja guverner ter izvoljeni izvršilni in zakonodajni svet. Leta 2002 je britanski zakon o čezmorskih ozemljih prebivalcem otoka podelil britansko državljanstvo in preimenoval Britanska odvisna ozemlja v Britanska čezmorska ozemlja. Leta 2009 so po novi ustavi Sveta Helena in še dve drugi ozemlji dobili enak status. Britansko čezmorsko ozemlje pa je bilo preimenovano v Sveta Helena, Ascension in Tristan da Cunha.

## Geografija
Otok leži v Južnem Atlantskem oceanu na srednjeatlantskem grebenu več kot 2000 km od najbližje celine s čimer je Sveta Helena eden izmed najbolj odročnih otokov na svetu. Najbližje pristanišče na celini je Moçâmedes v južni Angoli. Redna ladijska povezava je vzpostavljena z Cape Townom v Republiki Južni Afriki z ladjo MS Helena.
Najbližja otoka sta Ascension 1300 km severozahodno in Tristan da Cunha 2430 km proti jugu, ki prav tako spadata pod Združeno kraljestvo. Otok leži na zahodni polobli in ima enako zemljepisno dolžino kot Cornwall v Združenem kraljestvu. Kljub svoji oddaljeni lokaciji Združeni narodi otok prištevajo kot del Zahodne Afrike.
Sveta Helena je otok vulkanskega izvora s površino 122 km². Zadnji izbruh se je zgodil pred 7 milijoni let. Je izredno razgiban, obalna območja so prekrita z vulkanskimi kamninami in so bolj suha in toplejša od notranjosti otoka. Najvišja točka otoka je Dianas Peak visok 818 m, ki je leta 1996 postal prvi narodni park na otoku. Velik del otoka je prekrit z novozelandskim lanom (Phormium tenax in Phormium colensoi), ki je ostanek nekdanje industrije. Leta 2002 so v projektu Millenium Forest začeli pogozdovati otok z avtohtonimi drevesi. Namen projekta je bil ohranitev avtohtone otoške vegetacije in gozdov, projekt vodi Sklad Svete Helene. Gozd je bil tisočletja je zasajen z avtohtonimi drevesi rodu nebinovk.
Ob odkritju je otok poseljevala edinstvena vegetacija, med katero je bilo tudi drevo vrste Melanodendron integrifolium iz družine nebinovk. Notranjost otoka je prekrival tropski gozd, zelena pa so bila tudi obalna področja. Danes je otok popolnoma drugačen. V nižjih predelih otoka je pokrajina zelo pusta in prekrita večinoma s skalami, notranjost otoka pa je zelena predvsem zaradi tujerodne vegetacije. Avtohtonih sesalcev na otoku ni. Po prihodi ljudi so na otok naselili govedo, osle, koze, ovce, zajce, podgane, mačke, pse, miši in druge. Uvoz tujerodnih živali je slabo vplival na avtohtone živalske in rastlinske vrste, zaradi česar zdaj drevesom kot sta vrsti Acalypha rabrinervis in Nesiota elliptica (oljka Svete Helene) ter mnogim drugim endemičnim rastlinam grozi izumrtje.
Ob obali otoka je več manjših kamnitih otočkov in čeri: Castle Rock, Speery Island, Needle, Lower Balck Rock, Upper Black Rock, Bird Island, Black Rock, Thomsons Vally Island, Peak Island, Egg Island, Ladys Chai, Lighter Rock, Long Ledge, Shore Island, George Island, Rough Rock Island, Flat Rock, Buoys, Sandy Bay Island, Chimney, White Bird Island in Frightus Rock. Vsi so znotraj enega kilometra od obale. 
Simbol otoka je skrajno ogrožena vrsta ptice, tudi endemit, pobrežnik vrste Charadrius sanctaehelenea, ki je lokalno poznan tudi pod imenom wirebird zaradi svojih žici podobnih nog. Upodobljen je na grbu in zastavi otoka Sveta Helene.

### Podnebje
Podnebje je tropsko obmorsko, blaži ga Benguelski tok in stalni vetrovi. Podnebje se na posameznih predelih otoka med seboj opazno razlikuje. Na severu otoka v Jamestownu se poleti (januar–april) temperature gibljejo med 21 in 28 °C preostanek leta pa med 17 in 24 °C. Temperature na osrednjem delu otoka so po navadi nižje za 5 do 6 °C. V Jamestownu po navadi pade tudi zelo malo dežja medtem ko v notranjosti na višjih predelih in na južni obali pade 750 do 1000 mm dežja na leto. Na otoku delujeta dve vremski postaji; ena je na področju Longwood druga pa na področju Blue Hill.

## Administrativna delitev
Otok je razdeljen na osem okrožij, ki predstavljajo tudi svoje statistične regije. Otok predstavljal skupen volilni okraj ker v zakonodajni svet volijo 12 predstavnikov od 15.
| Okrožje          | Površina km2 | Preb. 1998 | Preb. 2008 | Preb. 2016 | Preb./km2 2016 |
| ---------------- | ------------ | ---------- | ---------- | ---------- | -------------- |
| Alarm Forest     | 5,4          | 289        | 276        | 383        | 70,4           |
| Blue Hill        | 36,8         | 177        | 153        | 158        | 4,3            |
| Half Tree Hollow | 1,6          | 1140       | 901        | 984        | 633,2          |
| Jamestown        | 3,9          | 884        | 716        | 629        | 161,9          |
| Levelwood        | 14,8         | 376        | 316        | 369        | 25,0           |
| Longwood         | 33,4         | 960        | 715        | 790        | 23,6           |
| Sandy Bay        | 16,1         | 254        | 205        | 193        | 12,0           |
| Saint Paul's     | 11,4         | 908        | 795        | 843        | 74,0           |
| Total            | 123,3        | 5157       | 4257       | 4349       | 35,3           |

## Prebivalstvo

### Demografija
Sveto Heleno so naselili Angleži leta 1659. Januarja 2018 je na otoku živelo 4897 ljudi. Prebivalci otoka so potomci prišlekov iz Velike Britanije (priseljenci, vojaki), afriških sužnjev (Zelenortski otoki, Slonokoščene obale, Indije in Madagaskarja. Leta 1792 je bil uvoz sužnjev na otok prepovedan zaradi česar njihovo število ni naraščalo.
Leta 1840 je otok postal oskrbovalna postaja za ladje britanske kraljeve mornarice, ki so preprečevale trgovino z sužnji med Afriko in Brazilijo. Več tisoč osvobojenih sužnjev so izpustili na otoku. Okoli 500 nekdanjih sužnjev je ostalo na ostale pa so premestili na Karibe, Siera Leone in Cape Town. 
Med leti 1810 in 1834 so na otok začeli prihajati Kitajci kot poceni delavna sila. Njihov število je doseglo vrhunec leta 1818 (618). Potem ko je leta 1834 otok od Britanske Vzhodno indijske družbe prevzela Velika Britanija se je večina Kitajcev odselila v Cape Town. Na otoku je bilo tudi nekaj Indijcev ki pa so večinoma delali v pristanišču.
Prebivalci otoka so imeli dolga desetletja državljanstvo britanskih prekomorskih. 21. maja 2002 so na podlagi zakona o britanskih prekomorskih ozemljih dobili polno britansko državljanstvo.
V obdobju po Napoleonu se je na otoku močno povečala brezposelnost zato se je veliko ljudi izselilo. Večina jih je emigrirala v Veliko Britanijo, Južno Afriko in Avstralijo. Populacija otoka je postopoma upadala od konca osemdesetih let prejšnjega stoletja, leta 1998 je na otoku živelo 5.157 ljudi leta 2008 pa 4257. Populacija je ponovno narasla leta 2016 ko je na otoku živelo 4.534 ljudi. V preteklosti so emigracijo predstavljali mladi ljudje, ki so pogodbeno delali na otoku Ascension in Falklandskih otokih. Ko pa so leta 2002 otočanom podelili enakovredno državljanstvo kot ostalim prebivalcem Velike Britanije je večina otočanov bolje plačano delo poiskala v Veliki Britaniji. Do leta 2018 se je v mestu Swindon, Wiltshire, izoblikovala večja skupnost priseljencev iz Svete Helene.

### Vera
Večina prebivalcev je anglikancev in so člani škofije Sveta Helene, ki ima svojega škofa. Pod škofijo spada še otok Ascension. Julija 2009 so praznovali 150 letnico obstoja škofije.
Ostale krščanske veroizpovedi na otoku so: krščanska (od leta 1852), vojska odrešitve (od 1884), baptistična (1845), dventistična sedmega dne (od leta 1949), nova apostolska cerkev in jehovove priče.
Rimokatoliško pastoralo opravlja mesija sui iuris St. Helene, Ascension in Tristian da Cunha, katerega urad spada pod apostolsko prefekturo Falklandskih otok.

## Vlada
Izvršno oblast na Sveti Heleni ima kralj Karel III. V njegovem imenu jo izvaja guverner. Tega izbere kralj po nasvetu britanske vlade. Za obrambo otoka in zunanje zadeve skrbi Združeno kraljestvo.
Zakonodajni svet otoka ima petnajst sedež od katerih sta dva rezervirana za vodjo sveta in njegovega namestnika. Dvanajst od petnajstih članov je izvoljenih na volitvah, ki potekajo vsake štiri leta. Trije člani po uradni dolžnosti so glavni sekretar, finančni sekretar in generalni državni tožilec. Izvršnemu svetu predseduje guverner, trije člani po uradni dolžnosti ter pet izvoljenih članov zakonodajnega sveta, ki jih imenuje guverner. Guverner predstavlja vodjo vlade. Januarja je bilo predlagano, da bi izvršni svet vodil glavni svetnik, ki bi ga izvolili člani zakonodajnega sveta in imenovali ostale člane izvršnega sveta. Ta predlog je bil objavljen na referendumu 23. marca 2013 kjer so bili 10 glasov za in 42 proti pri 10 % udeležbi.
Otoka Ascension in Tristian da Cunha imata upravitelja, ki ju zastopa guverner Sv. Helene.
Eden izmed komentatorjev je izjavil, da kljub visoki brezposelnosti posledica katere je bila izguba polnih potnih listov med leti 1981 in 2002 je raven zvestobe Združenemu Kraljestvu med prebivalci še vedno visoka in ter da verjetno ni presežena v nobenem drugem koncu sveta. Edini kralj, ki je obiskal otok je bil Jurij VI. Britanski To je bilo leta ko je v spremstvu kraljice Elizabete in princese Margarete odpotoval v Južno Afriko. Edinburški vojvoda je otok obiskal leta 1957, njegov sina Andrew pa leta 1984 kot pripadnik oboroženih sil leta 2002 je otok obiskala njegova hči princesa Anna.

### Škandal z zlorabo otrok
Leta 2014 so na Sveti Heleni poročali o zlorabi otrok. Britanski urad za zunanje zadeve in skupnost (Foregin and Commonwealth Office – FCO) je bil obtožen, da je Združenim narodom lagal o zlorabi otrok na otoku s čimer je želel prikriti obtožbe po katerih naj bi policist posilil štiriletno deklico in policista, ki je pohabil dvoletnico.
Sasha Wass QC in njena ekipa sta prispela na otok 17. marca 2015 ter ga po preiskavi zapustili 1. aprila 2015. V vladnem poročilu, ki je bilo objavljeno 10. decembra 2015, je bilo navedeno da so bile obtožbe pretirane.
Članek v Daily Mailu pa je izhajal iz informacij dveh socialnih delavcev, ki sta bila v poročilu ocenjena kot nesposobna.

## Biotska raznovrstnost
Sveta Helena je že dolgo znana po visokem deležu endemičnih vrst ptic in rastlin. Gorska območja naseljuje večina od 400 do danes poznanih endemičnih vrst. Velik del otoka je BirdLife International označil kot pomembno območje za ohranjanje ptic, predvsem endemične vrste pobrežnik Charadrius sanctaehelenea znan tudi kot wirebird, otok je tudi pomembno postajališče za morske ptice, ki imajo na številnih otočkih ob obali otoka svoja gnezda. Na podlagi teh endemičnih vrst in izjemnega razpona habitatov je Sveta Helena na okvirnem seznamu Združenega kraljestva za uvrstitev na seznam Unescova svetovne dediščine. Umetnik Rolf Weijburg je na Sveti Heleni ustvaril različne jedkanice, ki so prikazovale različne te endemične ptice.
Biotska raznovrstnost Svete Helene vključuje tudi številne morske vretenčarje, nevretenčarje (sladkovodne, kopenske in morske), glive (vključno z vrstami, ki tvorijo lišaje), nežilne rastline, morske alge in druge biološke skupine. Do danes je o njih znanega zelo malo čeprav je bilo zabeleženih več kot 200 gliv, vključno z devetimi endemičnimi kar kaže na to, da je treba opraviti še veliko pomembnih odkritij in raziskav.
Na otoku je izumrlo več rastlin in živali. Zaradi krčenja gozdov je leta 1994 izumrla zadnja endemična oljka Svete Helene, Nesiota elliptica, do decembra 2003 pa se je posušila zadnja gojena oljka. Zadnja endemične strigalice (Labidura herculeana) je bila nazadnje videna leta 1967.
Od leta 2000 v severovzhodnem delu otoka, znanem kot tisočletni gozd, poteka velik projekt pogozdovanja, da bi ponovno ustvarili Veliki gozd, ki je obstajal pred kolonizacijo.
Obala otoka je globoka in znana po številnih rdečih rakih (Chaceon affinis). Leta 1991 se je ribiško plovilo Oman Sea One, ki se je ukvarjalo z lovljenjem rakov, prevrnilo in kasneje potonilo ob obali Svete Helene na poti z otoka Ascension. V nesreči so izgubili življenje štirje člani posadke. RMS St.Helana je rešila enega člana posadke.

## Gospodarstvo
Gospodarstvo otoka je do leta 1966 temeljilo na monokulturi novozelandskega lana, ki se je uporabljal za izdelavo vrvi in niti. Zatonu tega je sledil strm gospodarski upad otoka.
Gospodarstvo Svete Helene se zdaj razvija vendar ga skoraj v celoti podpira britanska vlada. Javni sektor prevladuje in predstavlja približno 50 % bruto domačega proizvoda. Začetek rednih letalskih prevozov je pomenil porast turizma in vlada spodbuja naložbe na otoku, kar lahko dokažeta njihova naložbena politika in strategija ter naložbeni prospekt za potencialne vlagatelje. Sveta Helena je leta 2019 dosegla svojo prvo bonitetno oceno Investment Grade, bonitetno oceno BBB- (stabilno), ki jo je izdala svetovna bonitetna agencija Standard & Poors (S & P).
Načrt trajnostnega gospodarskega razvoja Svete Helene v letih 2018-2028 je bil razvit z več kot šestmesečnim lokalnim in mednarodnim posvetovanjem v obdobju 2017 do 2018. Dokument predstavlja 10-letni načrt za zagon gospodarstva po začetku letalskih prevozov in širokopasovni povezljivosti preko optičnih vlaken ter prehod od zgolj odvisnosti od turizma, k mantri za "povečanje izvoza in zmanjšanje uvoza". SEDP je navedel, da so prednosti otoka naravni viri in zemljepis, status britanskega čezmorskega ozemlja, valuta funt (£), razmeroma poceni stroški dela in poceni nepremičnine ter nizka stopnja kriminala. Ciljni sektorji rasti izvoza vključujejo turizem, ribištvo, kavo, satelitske kopenske postaje, delo od doma (digitalni nomadi), akademije, raziskave in konference, alkoholne pijače, vina in piva, ladijski register in jadralne kvalifikacije, tradicionalni izdelki, med in čebelarstvo ter lokacija za snemanje filma. Rast je pričakovati na področjih uvoza kmetijskih izdelkov, lesa, gradbenih materialov ter ustekleničene vode.
Turistična industrija v veliki meri temelji na promociji Napoleonovega zapora pa tudi na naravnih dejavnostih kot so potapljanje, plavanje s kitovci, opazovanje kitov, opazovanje ptic, morski izleti in pohodništvo. Obstaja tudi igrišče za golf in obstaja možnost športnega ribolova. Na otoku deluje več hotelov, nočitev z zajtrkom in apartmaji z kuhinjo za samostojno pripravo hrane. Prihod turistov pa je povezan z letališčem Sveta Helena in rednimi letalskimi povezavami (v preteklosti je bil povezan z slabimi ladijskimi povezavami, ki jih je nudila zdajže upokojena ladja RMS St Helena).
Sveta Helena proizvaja najdražjo kavo na svetu. Proizvaja in izvaža tudi žganje Tungi, narejeno iz plodov bodičastih hrušk ali kaktusovih hrušk, Opuntia ficus-indica ('Tungi' je lokalno ime rastline) ter kavni liker, gin in rum. Zaradi odsotnosti parazitov bolezni in onesnaženja je otoški med eden najboljših na svetu.
Sveta Helena ima majhno ribiško industrijo, ki temelji večinoma na predelavi tune. Ribištvo temelji na geslu »en drog ena linija ena riba naenkrat«. Nekatere izvožene tune s Svete Helene se strežejo v restavracijah v Cape Townu.
Tako kot otok Ascension in Tristan da Cunha, tudi Sveta Helena sme izdajati svoje poštne znamke. Otok tudi trži svojo spletno domeno .sh.

### Bančništvo in denar
Leta 1821 je Saul Salomon (stric Saula Salomona) izdal 70.560 bakrenih žetonov v vrednosti po pol penija, ki so po otoku krožili skupaj z lokalnimi kovanci Vzhodno indijske družbe, dokler otoka leta 1836 ni prevzela Velika Britanija. Kovanci so zdaj na voljo zbirateljem.
Sveta Helena ima svojo lastno valuto od leta 1976, funt Sveta Helena, ki je enakovredna britanskemu funtu in je hkrati tudi valuta otoka Ascension. Vlada Svete Helene izdeluje lastne kovance, bankovce od leta 1976 in obtočne kovance od leta 1984. Medtem ko so v obtoku kovanci označeni z napisom "Sveta Helena • Vnebovzetje", na bankovcih piše samo "Vlada Svete Helene". Obstajajo tudi spominski kovanci na katerih piše samo Sveta Helena.
Banka Svete Helene je bila ustanovljena na Sveti Heleni in otoku Ascension leta 2004. Ima svoji podružnici v Jamestown in Georgetownu. Po ustanovitvi je prevzela posle vladne hranilnice Svete Helene in hranilnice otoka Ascension.

### Turizem
Pred dokončanjem letališča je bila večina turistov iz skupine upokojencev in popotnikov saj je plovba na otok in iz njega z ladjo RMS St Helena trajal okoli dva tedna, zaradi česar je bil otok za povprečne turiste z službo in družino neprivlačen in težko dostopen. Medtem ko so bili popotniki pripravljeni izkoristiti dva tedna dopusta, da bi prišli do otoka upokojenci pa se niso tako zelo ukvarjali z časom potovanja. Po izgradnji letališča lahko otok privabi širši krog turistov.
Otok je leta 2018 posodobil svojo strategijo trženja turizma. V njej so bili opisani ciljni trgi, priložnosti in nevarnosti. Glavne točke otoškega turizma so: narava (kitovci in ptice), otoška kultura (varnejše okolje), hoja in pohodništvo, potapljanje, umetnost in obrt, skupne turistične destinacije z Južno Afriko, fotografija, tek, zgodovina in dediščina (Napoleon), astronomija, tek, umetnost in obrt ter hrana in pijača.
Do globalne pandemije COVID-19 je turizem na otoku dosegel visoko rast in je sledil načrtom, ki so si jih zadali načrtovalci turističnega razvoja.
Večina prihodov na otok je zunanjih obiskovalcev, sledijo pa jim prebivalci otoka njihovi prijatelji ali družine) za njimi so otočani, ki se vračajo iz tujine na zadnjem mestu pa so poslovni prihodi. Turisti se na otoku zadržijo povprečno en teden medtem ko obiskovalci in prebivalci otoka ostanejo deber mesec pri čemer se nastanijo pri sorodnikih ali prijateljih. Približno 37 % turistov je Britancev, 21 % Južnoafričanov, 13 % Evropejcev (izvzeti so Britanci, Nemci in Francozi), in 9 % Američanov ali prebivalcev Karibov. Večina turistov, ki niso otočani, je starejših od 40 let, približno 40 % jih je 40-59 in približno 40 % 60+. Leta 2018 je turizem gospodarstvu otoka prinesel približno 4 do 5 milijonov funtov leta 2019 pa se je ta povečal na približno 5 do 6 milijonov funtov.

## Transport
Sveta Helena je eden najbolj oddaljenih otokov na svetu. Ima eno komercialno letališče, otok pa je postal nekoliko bolj dostopnejši od odprtja letalskega prometa leta 2017. Pred tem je bil otok dostopen le z ladjo.

### Pomorski promet
Večino tovora na otok dostavlja tovorna ladja MV Helena (nekaj hitre pošte se prevaža po zraku). Med Cape Townom otokm Sv. Helena in otokom Ascension pluje od začetka leta 2018. Uporablja pristanišče v zalivu Ruperts, ki je bilo zgrajeno za potrebe gradnje letališča. Sprejme lahko manjše število potnikov.
Do leta 2017 je edino povezavo z otokom zagotavljala poštna ladja RMS St Helena. Plovba med Cape Townom in otokom je trajala pet dni. Ladja se je zasidrala v zalivu James Bay na Sveti Heleni približno 30-krat na leto, potnike in tovor pa so nato z transportnimi čolni prepeljali na kopno. Ladijska družba AW Ship Management je imela poseben paketni dogovor, po katerem so potniki lahko prvi del poti na otok opravili z ladjo St. Helena, drugi del poti pa z letalom britanskih kraljevih letalskih sil z otoka Ascension do letalske baze RAF Brize Norton v Angliji.
Sveto Heleno vsako leto obišče okoli 600 jadrnic. Leta 2020 so zaradi virusa COVID-19 prepovedali obiske z jadrnicami. Obisk je še vedno mogoč iz humanitarnih namenov, vendar je potrebna predhodna štirinajstdnevna karantena, ki se izvaja v zalivu James Bay.

### Letalski promet
Marca 2005 je britanska vlada objavila načrte za gradnjo letališča Sveta Helena. Britanska vlada se je 22. julija 2010 strinjala, da bo pomagala financirati novo letališče. Novembra 2011 je bil podpisan dogovor med britansko vlado in južnoafriškim gradbenim podjetjem Basil Read, letališče pa naj bi se odprlo februarja 2016 z leti v Južno Afriko in Združeno kraljestvo. Stroški gradnje so znašali 250 milijonov funtov. Namen gradnje letališča je bil pomagati otoku, da ta postane bolj samozadosten, spodbujati gospodarski razvoj hkrati pa zmanjšati odvisnost od pomoči britanske vlade. Zagnal naj bi tudi turistično industrijo saj naj bi otok obiskalo do 30.000 obiskovalcev.
Prvo letalo je na novem letališču pristalo 15. septembra 2015, to je bil južnoafriški Beechcraft King Air 200, s katerim so izvajali kalibracijo letališke radijsko-navigacijske opreme. Odprtje letališča je bilo predvideno za maj 2016, vendar je bilo prestavljeno, saj so ugotovili, da ima letališče težave z močnim striženjem vetra, kar močno otežuje pristanek letal. Leta 2017 je južnoafriška letalska družba Airlink postala ponudnik letalskih prevozov med otokom in Johannesburgom. Prvi komercialni let na otok je bil čarterski let, opravila ga je družba Airlink iz Južne Afrike v sredo, 3. maja 2017, iz Cape Towna prek Moçâmedesa v Angoli z uporabo letala Avro RJ85 ZS-SSH (msn 2285). Let je pobral potnike iz ladje RMS St. Helena, ki so obtičali na otoku potem ko je St. Helena utrpela poškodbo propelerja.
14. oktobra 2017 je Airlink začel opravljati tedenske lete med Johannesburgom v Južni Afriki in letališčem Sveta Helena z uporabo Embraerja E190-100IGW s čimer je postal prvi redni letalski prevoznik v zgodovini otoka Sveta Helena. Letalo z 78 potniki je na letališču Sv. Helena pristalo po šestih urah leta iz Johannesburga ter enim preskrbovalnim postankom v Windhoeku v Namibiji.
Aprila 2020 je na otoku pristalo letalo Airbus A318 britanskega čarterskega prevoznika Titan Airways. Letalo je zakupila vlada Združenega kraljestva za potrebe transporta medicinskega osebja ter prevoz nujne medicinske opreme za prebivalce prekomorskega ozemlja.
Letališče je postavljeno tako, da striženje vetra otežuje varen pristanek iz severnih smeri. Varneje je pristajati iz nasprotne strani, vendar pa se tam pojavljali hrbtni vetrovi, ki povečujejo hitrost letala med pristankom. Za varne pristanek je tako potrebno omejiti težo letala, kar pa pomeni manj potnikov in tovora na letalu. Kljub temu je bilo prvo poletje le malo zamud na račun vetra. Več zamud je bilo med zimo, kot velik problem se je izkazala tudi megla.
Zaradi pandemije COVID-19 in blokade v Južni Afriki so bili komercialni letalski poleti med Južno Afriko in Sveto Heleno začasno ukinjena od 21. marca 2020 naprej. Zasebni in čarterski letali se lahko izvajajo le z dovoljenjem guvernerja. Vsi prihajajoči letalski potniki morajo v karanteni v Bradleyjevo taborišču v bližini letališča, da se zmanjša tveganje, da bi COVID-19 prišel na otok in se razširil med prebivalci.

### Lokalni promet
Minibus je edini javni promet na otoku. Vozi ob delavnikih po vnaprej določenem voznem redu. Končni postaja je Jamestown kjer ljudje opravijo večino opravkov na otoku. Obiskovalcem je na voljo najem avtomobila. Na otoku delujejo tudi številne taksi službe, vključno z V2 Taxis in Crowie's Taxis.

## Komunikacije

### Radio
Radio Sveta Helena je začel delovati na božični dan leta 1967 in je lokalna radijska postaja, ki jo je mogoče poslušati okoli 100 km od otoka. En dan v letu oddaja mednarodno na kratkovalovnem radiu (11092,5 kHz). Postaja sodeluje s časopisom St Helena Herald ter poslušalcem posreduje novice, oddaje ter glasbo. Radio so ukinili 25. decembra 2012, da bi ustvaril novo trikanalno FM storitev, ki jo je financirala tudi vlada Sv. Helene upravlja pa jo South Atlantic Media Services (SAMS) nekdanja St. Helena Broadcasting Corporation.
SAMS zagotavlja dva radijska kanala za Sv. Heleno. SAMS Radio 1 je glasbeni in zabavni kanal, SAMS Radio 2 pa prenaša BBC World Service. SAMS proizvaja tudi tedenski časopis The Sentinel in tedenske televizijske oddaje.
Saint FM je bila lokalna radijska postaja, ki je bila dostopna tudi prek interneta in jo je bilo mogoče poslušati tudi na otoku Ascension. Postaja ni bila financirana s strani vlade. Oddajati je začela leta 2005, zaprli pa so jo 21. decembra 2012. Oddajal je novice, oddaje in glasbo v sodelovanju s sestrskim časopisom St Helena Independent, ki še vedno deluje.
Radijske kanale Saint FM je prevzel Saint FM Community Radio, ki je začel delovati 10. marca 2013. Postaja deluje kot družba z omejeno odgovornostjo in je v lasti njenih članov. Članstvo je odprto za vse in omogoča dostop do zvočnega prenosa v živo.
Na otoku se pojavljajo tudi občasne radioamaterske organizacije. Uporabljena predpona ITU je ZD7.

### Na splet
Spletna stran Otok Svete Helene je spletni vir, ki prikazuje zgodovino Svete Helene od odkritja do danes ter fotografije in informacije o današnjem življenju na otoku.
Vlada Svete Helene je uradna spletna stran vlade na otoku. Vključuje novice, informacije za potencialne obiskovalce in vlagatelje, pa tudi uradna sporočila za javnost in strani glavnih vladnih služb.
Turizem Svete Helene je spletno mesto, namenjeno turistični trgovini z nasveti o nastanitvi, prevozu, hrani in pijači, prireditvah in podobno.

### Televizija
Televizijo na otoku zagotavlja Sure South Atlantic Ltd (Sure) prek 17 analognih prizemnih UHF kanalov, ki ponujajo kombinacijo britanskega, ameriškega in južnoafriškega programa. Kanali prihajajo iz DSTV in vključujejo kanale Mnet, SuperSport in BBC. Signal zagotavlja MultiChoice DStv v Južni Afriki na otoku pa ga sprejema satelitska antena pri Bryant's Beacon preko staelitov Intelsat 20 in Intelsat 36 v pasu Ku.
SAMS pripravlja tedenske TV-novice Newsbyte, ki so objavljene tudi na YouTubu .

### Telekomunikacije
Telekomunikacijske storitve na otoku so zagotovljene prek digitalnega bakrenega telefonskega omrežja, ki vključuje tudi širokopasovno storitev ADSL. Avgusta 2011 je bila na otoku nameščena prva optična povezava, ki povezuje televizijske sprejemne antene na Bryant's Beacon s Tehničnim centrom Cable & Wireless plc v Briars.
Satelitska zemeljska postaja s 7,6-metrsko satelitsko anteno, nameščeno leta 1989, je edina mednarodna telekomunikacijska povezava, ki zagotavlja satelitske povezave prek satelita Intelsat 707 do otoka Ascension in Združenega kraljestva. Ker se vse mednarodne telefonske in internetne komunikacije zanašajo na samo eno satelitsko povezavo so tako internetne kot telefonske storitve izpostavljene izpadom zaradi sončevih izbruhov.
Sveta Helena ima mednarodno klicno kodo +290, ki si jo z otokom Tristan da Cunha deli od leta 2006. Telefonske številke Svete Helene so se 1. oktobra 2013 spremenile s štirih v petmestne, tako da imajo predpono pred številko "2", tj. 2xxxx, v območju 5xxxx rezervirano za mobilno oštevilčenje in 8xxx za številke Tristan da Cunha (te so še vedno prikazane kot štirimestne številke).
Mobilna telefonija je na otoku začela delovati konec leta 2015.
Podjetje Sure South Atlantic ima ekskluzivno javno telekomunikacijsko licenco, ki velja do 31. decembra 2022. Glede na pojav novih optičnih zmogljivosti na Otoku od leta 2022 in novo licenčno obdobje je bilo med prebivalci otoka izvedeno posvetovanje glede telekomunikacij in elektronskih komunikacij po letu 2022. To vodi k novi politiki o komunikacijskih omrežjih in storitvah, ki bo razvito po leti 2020.

### Internet
Sveti Heleni je bila odobrena uporaba končnice .sh kot lastne domene najvišje ravni internetne kode države (ccTLD). To si uradno deli z otokoma Ascension in Tristan da Cunha. Domeno lahko uporabljajo tudi na drugih koncih sveta tako na primer nemška zvezna dežela Schleswig-Holstein uporablja domeno .sh za nekatera svoja spletna mesta. V praksi več spletnih mest, posvečenih vidikom življenja na Sveti Heleni, vodijo od drugod po svetu, zato uporabljajo druge spletne končnice.
Otok je imel hitrost internetne povezave 10/3,6 Mbit/s preko satelita Intelsat 707 (deaktivirano januarja 2011), ki jo je zagotavljal Sure. Ta enojna satelitska povezava je za populacijo, ki šteje preko 4000 ljudi je veljala za nezadostno. Decembra 2013 je celotna pasovna širina interneta za otok znašala 40 Mbit/s, prenos pa 14,4 Mbit/s.
Do septembra 2014 je širokopasovna storitev ADSL zagotovljena največjo hitrostjo do 1536 kbit/s prenosa in 512 kbit/s nalaganja, ki je bila ponujena na pogodbenih ravneh od £ 16 do £ 190 na mesec. Leta 2010 je bilo v Jamestownu na voljo nekaj javnih dostopnih točk wi-fi, ki jih je upravljal Sure (prej Cable & Wireless).
South Atlantic Express je 10.000 km dolg podmorski komunikacijski kabel, ki naj bi povezal Južno Afriko z Južno Ameriko. Kabel polaga telekomunikacijski ponudnik eFive in naj bi potekal mimo otoka Sv. Helena. Prvotni načrti niso predvidevali postavitev kopenske relejne postaje, ki bi prebivalcem Sv. Helene zagotovila zadostno pasovno širino in s tem vstop v moderno digitalno družbo. Januarja 2012 je otok vlado Združenega kraljestva zaprosila za subvencioniranje stroškov za prestavitev kabla do otoka Sv. Helen. 6. oktobra 2012 se je eFive po uspešni lobistični kampanji organizacije A Human Right (ameriška nevladna organizacija, ki se ukvarja z univerzalno povezljivostjo ljudi do interneta) strinjala, da bo speljala kabel skozi Sv. Heleno. Leta 2013 so otočani zaprosili za pomoč britanskega ministrstva za mednarodni razvoj ter Urada za zunanje zadeve in zvezo Commonwealtha pri financiranju 10 milijonov funtov potrebnih za premostitev povezave od lokalne razvodne omarice na kablu do otoka. Vlada Združenega kraljestva je v začetku leta 2013 napovedala, da bo pred dogovorom o financiranju potreben pregled gospodarstva otoka.
Leta 2017 je vlada Svete Helene razvila svojo digitalno strategijo, ki jo je takrat pripravil pomočnik glavnega sekretarja Paul McGinnety. Digitalna strategija je začrtala namere povezave z optičnim kablom, da bi dosegli razvoj na področju izobraževanja, telemedicine in digitalnega poslovanja.
Leta 2018 je v Bruslju predstavnica SHG UK, gospa Kedell Worboys MBE, skupaj z direktorico za Latinsko Ameriko in Karibe, Generalnim direktoratom za mednarodno sodelovanje in razvoj Jolito Butkeviciene, podpisala sporazum o financiranju za teritorialno dodelitev 11. evropskega razvojnega sklada ( ERS 11). Kot rezultat tega je bilo 21,5 milijona EUR namenjeno Sveti Heleni za podporo uresničevanju digitalne strategije SHG z realizacijo podmorskega kabla, ki omogoča hitrejšo in zanesljivejšo internetno povezavo na otoku.
Na božični večer leta 2019 so iz SHG sporočili, da so z Googlom podpisali pogodbo o polaganju veje kabla Equiano, poimenovanega po Olaudah Equiano, afriškem avtorju, ki je bil kot otrok zasužnjen. Glavni kabel bo povezal Južno Afriko s Portugalsko. V sporočilu za javnost je bilo pojasnjeno, da bo odcep med glavnim kablom Equiano in otokom dolg 1.140 km, cilj pa je da se otoku zagotovi hitri internet do leta 2022. Pristanek optičnega kabla bo pomagal razviti satelitsko zemeljsko postajo in omogočil razvoj digitalnega gospodarstva na otoku.

### Satelitske povezave
Februarja 2018 je vlada Svete Helene začela projekt s katerim je želela na otok privabiti operaterje satelitskih zemeljskih postaj, ki bi zakupili zmogljivosti načrtovanega podmorskega kabla in bi tako prispevali k pokritju operativnih stroškov njegove uporabe. Satelitska zemeljska postaja na otoku bi lahko podpirala komunikacijo s sateliti v nizki zemeljski orbiti vključno s tistimi v polarni, ekvatorialni in nagnjeni orbiti ter z visoko zmogljivimi sateliti v srednji zemljini in geostacionarno orbiti.
Leta 2020 je izvršni svet potrdil politično izjavo o licenciranju stalnih zemeljskih postaj in sprejemnih zemeljskih postaj.

### Časopisi
Na otoku sta dva lokalna časopisa, ki sta na voljo tudi na internetu. St Helena Independent je začel objavljati leta 2005. The Sentinel pa je začel delovati leta 2012.

## Kultura in družba

### Izobraževanje
Direktorat za izobraževanje in zaposlovanje ima sedež v Jamestownu. Izobraževanje je brezplačno in obvezno med petim in 16. letom starosti. Na začetku študijskega leta 2009–2010 je bilo v osnovno šolo vpisanih 230 učencev v srednjo šolo pa 286 učencev. Na otoku so tri osnovne šole za učence stare od štiri do 11 let: Harford, Pilling in St Paul's.
- Osnovna šola Sv. Pavla v kraju St Paul's, nekdanja srednja šola St. Paul, ima tako prvo kot srednjo stopnjo izobraževanja in je bila ustanovljena z združitvijo 1. avgusta 2000. Od leta 2020 ima 134 študentov in pokriva naselja St Paul'sa, Bluehill, Gordons Post, New Ground, Sandy Bay in Upper Half Tree Hollow.[112][113]
- Osnovna šola Harford v Longwoodu je dobila ime po governerju Jamesu Harfordu. Ustanovljena je bila leta 1957 kot višja šola, septembra 1988 pa je postala srednja šola Hardford.[114] Leta 2008 se je združila z prvo šolo Longwood. Pokriva območje Alarm Forest in Levelwood.
- Osnovna šola Pilling se nahaja v Jamestownu.[115] Šola se nahaja v poslopju nekdanje otoške garnizije in je bila ustanovljena leta 1941, leta 1988 pa je postala Pilling Middle School.[116] Prva šola Jamestown, ki se nahaja poleg Pilling Middlea, sta se združili 2005 zaradi upada vpisa. Združena šola je sprva uporabljala obe zgradbi a ker je število vpisov še naprej upadalo, nekdanja stavba šole Jamestown , zgrajena leta 1959, po letu 2007 ni bila več v uporabi. Poleg Jamestowna šola pokriva naselja Forest, Briars, Lower Half Tree Hollow , Rupert's in Sea View. Od leta 2020 je šolo obiskovalo 126 učencev.

Šola princa Andrewa nudi srednješolsko izobraževanje učencem, starim od 11 do 18 let.
Pred letom 2002 so imeli ločene prve šole v katerih so se izobraževali otroci stari med 3 in 7 let.
Direktorat za izobraževanje in zaposlovanje ponuja tudi programe za študente s posebnimi potrebami, poklicno usposabljanje, izobraževanje odraslih, večerne ure in učenje na daljavo. Otok ima javno knjižnico (najstarejšo na južni polobli, ki deluje že od leta 1813) in mobilno knjižnico, ki tedensko deluje na podeželju.
Angleški nacionalni učni načrt je prilagojen lokalni uporabi. Ponuja se vrsta kvalifikacij - od GCSE, A/S in A2 do diplom tretje stopnje in poklicno priznanih kvalifikacij (VRQ):
GCSE
- Dizajn in tehnologija
- IKT
- Poslovne študije

A/S & A2 in diploma 3. stopnje
- Poslovne študije
- angleščina
- Angleška literatura
- Geografija
- IKT
- Psihologija
- Matematika
- Računovodstvo

VRQ
- Gradbeništvo
- Avtomobilske študije

Sveta Helena nima terciarne izobrazbe. Študentom ponujajo štipendije za študij v tujini. St Helena Community College (SHCC) ima na voljo nekaj programov poklicnega in strokovnega izobraževanja.

### Šport
Turf Club St Helena je leta 1818 organiziral prve zabeležene športne prireditve na otoku, serijo konjskih dirk na Deadwoodu. Sv. Helena je poslala svoje športne ekipe na igre Commonwealtha. Sveta Helena je članica Mednarodnega združenja otoških iger. Otoška kriket ekipa je leta 2012 prvič nastopala na svetovnih kriket igrah. Nogometne ekipe Sv. Helene je leta 2019 nastopala na mednarodnem svetovme nagometnem turnirje un zasedla deveto mesto od desetih.
Guverner's Cup je dirka jadrnic med Cape Townom in otokom Sv. Helena, ki poteka vsaki dve leti decembra in januarja.
V Jamestownu vsako leto poteka vzpon po Jakobovi lestvi, ki se ga udeležijo ljudje iz celega sveta.

### Skavti
Na Sveti Heleni in otoku Ascension obstajajo skavtske in vodstvene skupine. Taborništvo je bilo na Sv. Heleni ustanovljeno leta 1912. Lord in Lady Baden-Powell sta obiskala skavte na Sveti Heleni ob vrnitvi s turneje po Afriki leta 1937. Obisk je opisan v knjigi Lorda Baden-Powella z naslovom Afriške pustolovščine.

### Kuhinja
Leta 2017 je Julia Buckley v časopisu The Independent zapisala, da je hrana zaradi pomanjkanja novosti na področju kuhanja "precej retro, vsaj po londonskih standardih." Ribje pogače v slogu St Helene, z jajčnimi vezmi in čilijem; in rižoto s kari, imenovano pilau ali plo, so tisto, kar Buckley opisuje kot "rezanec". Večina lokalnih receptov je različica svetovnih jedi, ki so jih na otok prinesli popotniki.